# IC 3376
IC 3376 је спирална галаксија у сазвјежђу Береникина коса која се налази на листи објеката дубоког неба у Индекс каталогу.
Деклинација објекта је + 26° 59' 37" а ректасцензија 12h 27m 50,2s. Привидна величина (магнитуда) објекта IC 3376 износи 13,3 а фотографска магнитуда 14,2. IC 3376 је још познат и под ознакама UGC 7578, MCG 5-29-87, CGCG 158-112, IRAS 12253+2716, PGC 40920.